# Ernst von Ege
Georg Ernst Julius Ege, ab 1900 von Ege, (* 7. Juni 1823 in Esslingen; † 7. Dezember 1905 in Ludwigsburg) war ein deutscher Theologe.

## Beruf
Nach dem Studium begann Ernst Ege seine berufliche Laufbahn 1845 als Vikar in Heilbronn und 1847 in Untertürkheim. 1848 wurde er Stadtpfarrverweser in Sulz am Neckar, 1849 Repetent am Tübinger Stift. 1852 führte ihn eine Studienreise nach Deutschland, Holland, Belgien und Frankreich. 1853 wurde er Stadtvikar und 1854 zweiter Diakon an der Leonhardskirche in Stuttgart. 1862 wurde er dann zweiter Diakon an der Stiftskirche und 1864 Erster Stadtpfarrer an der Hospitalkirche in Stuttgart. Weitere Laufbahnschritte waren 1881 Amtsdekan und 1885 Stadtdekan in Stuttgart. 1886 führte ihn sein Weg nach Schwäbisch Hall, dort war er Prälat und Generalsuperintendent. 1891 wurde er schließlich Generalsuperintendent in Ludwigsburg. 1900 trat er in den Ruhestand.

## Politik
Die Generalsuperintendenten der evangelischen Landeskirche waren Kraft Amtes privilegierte Mitglieder der Zweiten Kammer des württembergischen Landtags. Ernst Ege trat nach seiner Ernennung in Schwäbisch Hall deshalb auch am 25. November 1886 in den Landtag ein. Er übte das Amt bis 1900 aus.

## Familie
Ernst Ege war der Sohn des Ernst Jakob von Ege und der Luise Ege geb. Gollmer (1802–1848) und hatte sechs Geschwister. Zwei seiner Brüder waren der Landtagsabgeordnete Emil Ege und der Reichsgerichtsrat beim Reichsgericht in Leipzig Karl von Ege. 1855 heiratete er Mathilde Sophie Nau (1834–1895). Mit ihr hatte er sechs Kinder.

## Ehrungen und Nobilitierung
1888 wurde ihm das Ehrenritterkreuz des Friedrichsordens verliehen, 1900 dann das Kommenturkreuz des Ordens der Württembergischen Krone, welches mit dem persönlichen Adelstitel verbunden war.